# Space Jam
Space Jam är en amerikansk komedifilm från 1996, i regi av Joe Pytka, som blandar tecknad film med verkliga skådespelare. Huvudrollerna innehas av basketspelaren Michael Jordan (som spelar sig själv) och Snurre Sprätt. 2021 kom uppföljaren Space Jam: A New Legacy.

## Handling
Ägaren till ett utomjordiskt tivoli upptäcker att många kunder tycker att åkturerna är dåliga och beordrar en grupp med utomjordingar, Nerdlucks, att kidnappa Snurre Sprätt och hans vänner. Snurre lurar gruppen (som är ganska kortväxta) att spela en basketmatch om saken. Om Snurre och hans vänner vinner får de fortsätta att underhålla jordens barn. För att säkra sin seger stjäl utomjordingarna talangerna från de bästa basketspelarna i världen. De glömmer dock en, Michael Jordan, eftersom han just har dragit sig tillbaka från basketen (vilket också hände i verkligheten). Snurre ber Jordan om att han ska ställa upp i laget och han tackar ja.

## Rollista (i urval)
- Michael Jordan – sig själv
- Wayne Knight – Stan Podolak
- Theresa Randle – Juanita Jordan
- Bill Murray – sig själv
- Larry Bird – sig själv
- Charles Barkley – sig själv
- Patrick Ewing – sig själv
- Muggsy Bogues – sig själv
- Larry Johnson – sig själv
- Shawn Bradley – sig själv
- Patricia Heaton – Kvinnlig fan
- Dan Castellaneta – Manlig fan
- Billy West – Snurre Sprätt/Helmer Mudd (röst)
- Dee Bradley Baker – Daffy Anka/Taz/Bull (röst)
- Danny DeVito – Swackhammer (röst)
- Bob Bergen – Bert/Herbie/Mars-Marvin/Pelle Pigg/Pip (röst)
- Bill Farmer – Sylvester/Råbarkar-Sam/Ture Tupp (röst)
- June Foray – Mormor (röst)
- Maurice LaMarche – Pepe Le Skunk (röst)
- Kath Soucie –  Lola Kanin (röst)

## Svenska röster
- Mikael Roupé – Snurre Sprätt/Daffy Anka/Pelle Pigg/Sylvester/Råbarkar-Sam/Ture Tupp/Mars-Marvin/Pepe Le Skunk/Monstar Bang/Monstar Bupkus
- Fredrik Dolk – Michael Jordan
- Olli Markenros – Stan Podolak/Helmer Mudd
- Dan Bratt – Bill Murray/Monstar Pound
- Sebastian Wäpnargård – Michael Jordan (som ung)
- Kenneth Milldoff – Mr. Jordan/Taz
- Gizela Rasch – Juanita Jordan/Pip/Nerdluck Bupkus
- Max Schelin – Jeffrey Jordan
- Cornelia Bratt – Jasmine Jordan
- Anja Schmidt – Spådam/Mormor
- Anna Modin Viredius – Basketflicka
- Håkan Mohede – Charles Barkley/Monstar Blanko
- Thomas Engelbrektson – Shawn Bradley/Swackhammer
- Stefan Frelander – Larry Johnson/Monstar Nawt
- Claes Åström – Muggsy Bogues
- Lena Ericsson – Lola Kanin/Nerdluck Blanko
- Maude Cantoreggi Pedersen – Nerdluck Pound
- Ewa Nilsson – Nerdluck Nawt/Nerdluck Bang

## Kritik
| ”                                                       | Det görs så förhållandevis få filmer för barn att man innerligt önskar att de som görs också ska vara bra. Men så är inte fallet med Space Jam. Här har flera dåliga idéer blivit en riktigt usel soppa. | „ |
| – Jeanette Gentele, Svenska Dagbladet, 22 februari 1997 | |   |